# Mathias Bregnhøj
Mathias Bjørn Bregnhøj (* 11. November 1995 in Vejle) ist ein dänischer Radrennfahrer.

## Sportlicher Werdegang
Zur Saison 2017 wurde Bregnhøj Mitglied im dänischen UCI Continental Team BHS-Almeborg Bornholm. In den fünf Jahren, die er für das Team fuhr, blieb er unauffällig ohne nennenswerte Erfolge. Zur Saison 2022 wechselte er zum Riwal Cycling Team. Auch wenn er weiter ohne zählbaren Erfolg blieb, lagen ihm die norwegischen Rennen der UCI Europe Tour, wo er mehrfach unter die Top 10 kam, unter anderem mit Platz 3 beim Sundvolden GP, Platz 5 beim Lillehammer GP und Platz 6 bei Gylne Gutuer. 
Nach Fusionierung des Riwal Cycling Teams mit dem Team Leopard Pro Cycling zur Saison 2023 war Bregnhøj einer der vier Fahrer von Riwal Cycling, die in das neue Leopard TOGT Pro Cycling Team übernommen wurden. Im März 2023 erzielte er seinen ersten internationalen Erfolg, als er die Gesamtwertung der Olympia’s Tour für sich entschied. Bereits einen Monat später war er beim Circuit des Ardennes erneut erfolgreich, dieses Mal zusätzlich zur Gesamtwertung mit einem Etappensieg. 
Nach Auflösung seines Teams wurde Bregnhøj zur Saison 2024 Mitglied im portugiesischen Continental Team Sabgal/Anicolor. Mit dem Team wurde er Gesamtzweiter béim Circuit des Ardennes sowie Dritter bei der Classica da Arrábida. Bereits nach einem Jahr wechselte er erneut das Team und wurde Mitglied im Terengganu Cycling Team. 

## Erfolge
2023
- Gesamtwertung und Bergwertung Olympia’s Tour
- Gesamtwertung und eine Etappe Circuit des Ardennes
- eine Etappe Flèche du Sud